# Ластуни (Вранча)
Ластуни (рум. Lăstuni) насеље је у Румунији у округу Вранча у општини Думитрешти. Oпштина се налази на надморској висини од 386 m.

## Становништво
Према подацима из 2002. године у насељу је живело 399 становника, од којих су сви румунске националности.